# Légion juive
La Légion juive (1917-1921) est le nom donné à cinq bataillons de volontaires juifs dans le corps des Royal Fusiliers de l'armée britannique combattant l'Empire ottoman en Palestine durant la Première Guerre mondiale.

## Le corps des Muletiers de Sion

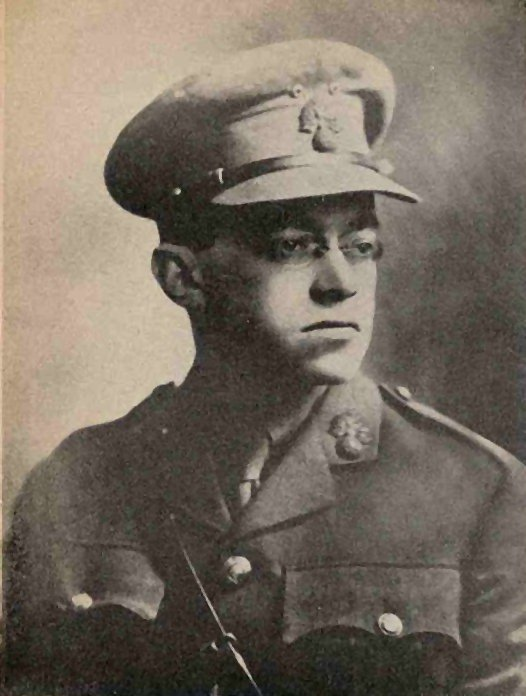
Jabotinsky dans la Légion Juive

L'idée d'une force militaire juive combattant dans les rangs des alliés naît dans l'esprit de deux responsables sionistes, Zeev Vladimir Jabotinsky et Joseph Trumpeldor, durant le mois de décembre 1914. Ils voulaient créer l’embryon d'une véritable armée juive, la première depuis l’époque de l’Exil. Ils proposent au Caire au général Maxwell de créer une « légion juive destinée à se battre sur le front d’Eretz-Israël ». La réponse les déçoit, mais ils acceptent de constituer un corps de muletiers sur le front turc.
Entre décembre 1914 et mars 1915, 650 volontaires sont enrôlés dans le corps des « muletiers de Sion » sous les ordres du lieutenant-colonel Patterson, dont 562 sont envoyés en avril 1915 à la bataille des Dardanelles ; l'unité y acquiert une certaine renommée. Au sujet de leur bravoure, le général Hamilton, commandant du corps expéditionnaire de Gallipoli écrit : « Ils ont mené leurs mules, dans le calme et l’ordre, sous un feu nourri et ont manifesté une forme de courage encore plus élevée que celle requise par les soldats postés dans les tranchées avancées ». L'engagement est aussi salué par Jabotinsky : 

« Trumpeldor avait raison là encore ; c’était le même danger qui régnait dans les transports et dans les tranchées. Le territoire occupé par les Anglais représentait en tout et pour tout quelques kilomètres carrés seulement ; du sommet de l’Achi-Baba, les canons turcs bombardaient de leurs obus tout ce territoire, des tranchées les plus avancées jusqu’au camp de transport juif. C’est sous leur feu que les hommes du bataillon juif devaient conduire chaque soir leurs mules, chargées de munitions, de pain et de conserves, vers les tranchées avancées, aller et retour. »

L'unité est dissoute après l'évacuation des troupes de Gallipoli, fin 1915.

## Les bataillons juifs de l'armée britannique

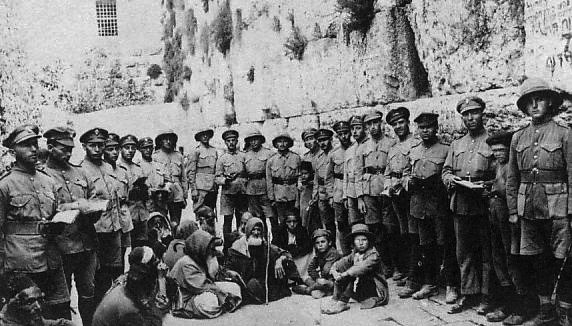
Fin 1917, au mur des Lamentations, à Jérusalem

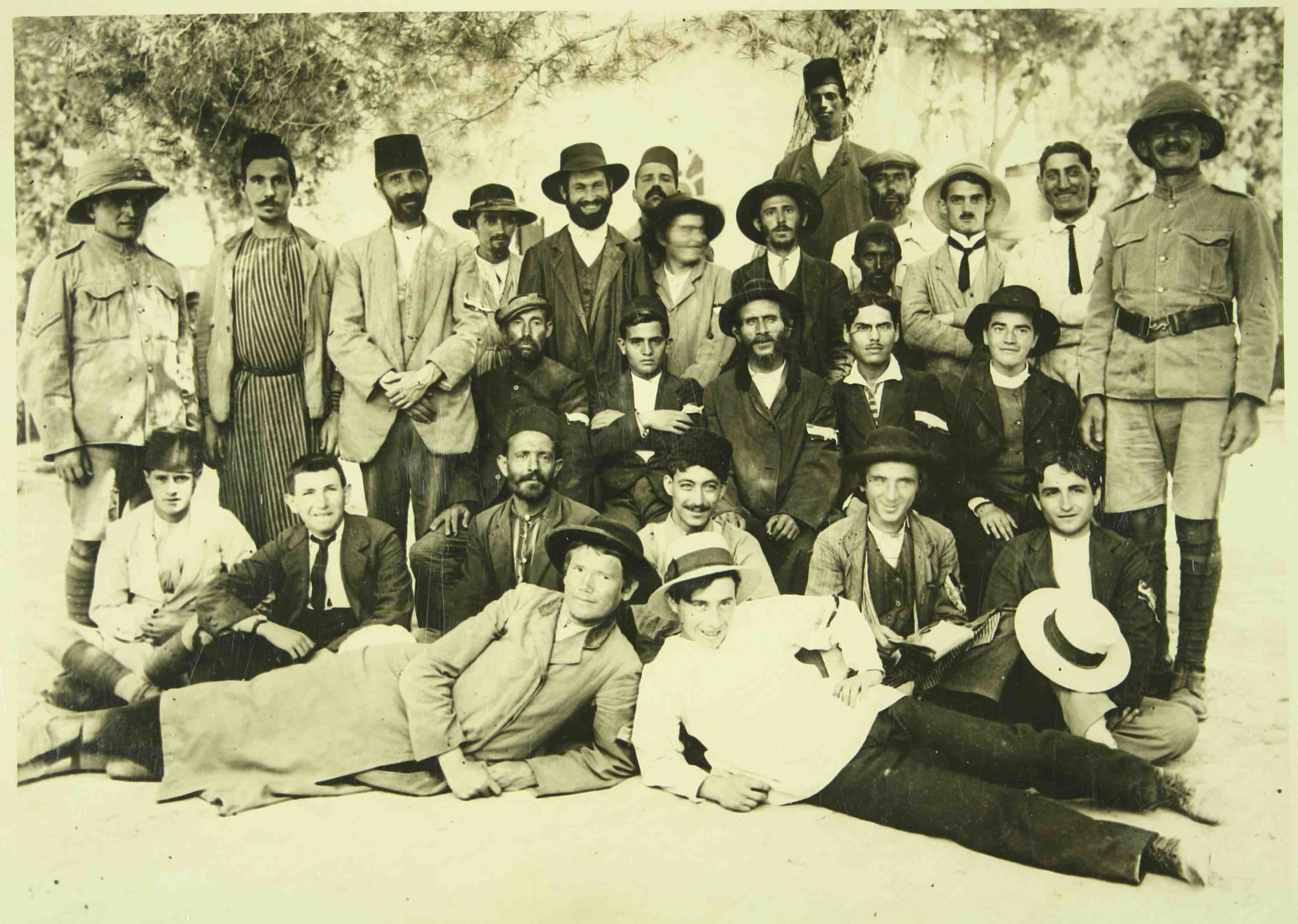
Volontaires juifs en 1918, avec deux soldats britanniques

Après la dissolution des muletiers de Sion, Jabotinsky effectue un intense travail de propagande, aussi bien auprès de la population juive vivant au Royaume-Uni, en particulier les immigrants de Russie, qu'auprès du gouvernement britannique. Il rencontre d'abord peu de succès, cependant en 1917, le gouvernement britannique s'engage pour l'établissement d'un foyer national juif en Palestine avec la Déclaration Balfour.
En août 1917, le premier régiment juif est créé, le 38e bataillon de fusiliers de sa Majesté (l'annonce officielle du gouvernement britannique date du 27 juillet 1917). Il comprend des volontaires de l'Empire, ainsi qu'un nombre important de Juifs originaires de Russie. Ce bataillon sera suivi par les 39e et 42e bataillons (rebaptisé 40e bataillon en juillet 1918), pour un total de 5 000 hommes fin 1918. Dans ses mémoires, Jabotinsky dit que les effectifs venaient à 34 % des États-Unis, 30 % de Palestine, 28 % du Royaume-Uni, 6 % du Canada, 1 % d'Argentine et 1 % des prisonniers de guerre des Ottomans, libérés.
Le 39e bataillon, composé principalement de volontaires des États-Unis, est désigné comme le « bataillon américain ». Les 38e et 39e sont complétés par des recrues des Indes occidentales britanniques.
Après la prise de Jérusalem par les Britanniques en décembre 1917, les bataillons juifs commencent à être engagées en juin 1918 sous le commandement du major-général néo-zélandais Edward Chaytor. Elles combattent dans la vallée du Jourdain lors de la dernière grande offensive du général Allenby, la Bataille de Megiddo qui ouvre la route de Damas. Leur commandant, Jabotinsky, y gagne une décoration avec cette citation du général Chaytor : « En forçant les gués du Jourdain, vous avez nettement contribué à la grande victoire de Damas ».

## Dissolution de la Légion juive

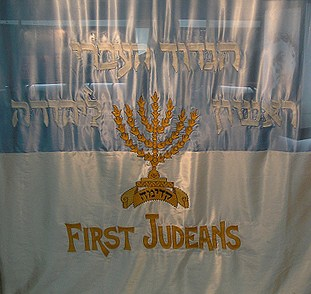
First Judeans, drapeau

Le 38e bataillon, baptisé First Judeans, est dissout en Palestine en juillet 1919. Ce bataillon disposait de son propre insigne, une menorah sur laquelle était inscrit Kadima (« en avant »).
Le 39e bataillon est dissout en Palestine en décembre 1919.
Ces dissolutions interviennent après la fin de la guerre. Une partie du commandement britannique ne voulait pas d'une unité juive qui pouvait appuyer les organisations sionistes, lesquels de leur côté tentèrent de s'opposer à leur dissolution[réf. nécessaire].

## Années 1920 à 1948
Les succès des bataillons juifs marquent les esprits en Palestine au sein du Yichouv. Les créations d'organisations armées juives dans les années 1920 et 1930, d'abord des groupes d'auto-défense lors des attaques à Jérusalem en 1920 et à Jaffa en 1921, puis leur organisation au sein de la Haganah, enfin l'Irgoun, se sont en partie faites en référence à cette expérience de “première armée juive depuis l’Antiquité”.
Vladimir Jabotinsky, de son côté, a continué à défendre le projet d'une légion juive en Palestine avec structure légale reconnue par le Royaume-Uni. Dans son célèbre opuscule de Novembre 1923, il affirme que le conflit entre le sionisme et le nationalisme arabe est inévitable, et que le sionisme pour s'imposer doit constituer une force militaire qui constitue une « Muraille d'acier ».
En 1923, lors de sa création, le Betar, mouvement de jeunesse nationaliste influencé par Jabotinsky, inscrit à son programme l'entraînement à l'action militaire.
En 1925, lors de sa création, le Parti révisionniste de Jabotinsky, envisage dans son programme la création d'une seconde légion juive au sein de la puissance mandataire (le Royaume-Uni) et en coopération avec elle.
Quand Avraham Tehomi, ayant quitté la Haganah et fondé ce qui deviendra l'Irgoun, lui propose en 1933 d'entrer au comité de supervision politique de l'organisation, Jabotinsky hésite d'abord parce qu'une organisation armée clandestine risquait de compromettre l'accord qu'il espérait toujours avec le Royaume-Uni, puis finit par accepter.
Après 1936 des unités combattantes juives seront reconstituées par le commandement britannique, d'abord pour le seconder dans le maintien de l'ordre (Jewish Settlement Police), puis durant la Seconde Guerre mondiale la Brigade juive combattante au sein de la 8e armée britannique, ainsi que le Palmach créé à la demande du Royaume-Uni en mai 1941 avec, cette fois, son commandement propre. De 1915 à 1948, des membres de la légion juive, stationnés en Italie du Nord et commandés par Moshe Zeiri, dirigent à Selvino un orphelinat appelé Sciesopoli où sont accueillis les enfants de Selvino, un groupe d'environ 810 enfants juifs rescapés de ghettos et de camps de concentration, et préparés à leur future migration en Palestine mandataire.
Finalement toutes les organisations armées juives (groupes d'auto-défense, Haganah, Palmach, Irgoun, Lehi), fusionneront en 1948 pour former les Forces de Défenses d'Israël (Tsahal).